# Mahmoud al-Mabhouh
Mahmoud al-Mabhouh (del árabe: محمود عبد الرؤوف المبحوح ‘Mahmoud Abdel Rauf al-Mabhouh’) (Jabaliya, 14 de febrero de 1960 - Dubái, 19 de enero de 2010), fue un importante miembro de la organización islámica palestina Hamás, conocido por ser uno de los fundadores del brazo armado de la organización, las Brigadas Izz ad-Din al-Qassam. Estuvo involucrado en varias acciones contra Israel, incluyendo el secuestro y asesinato de dos soldados israelíes.  En sus últimos años, al-Mabhouh aseguraba haber desempeñado un papel clave en la creación de vínculos secretos entre el gobierno de Hamás en la Franja de Gaza y la Cuerpos de la Guardia Revolucionaria Islámica de Irán.
Mahmoud al-Babhouh fue asesinado en una habitación del Hotel Rotana Al Bustan en Dubái, Emiratos Árabes Unidos, el 19 de enero de 2010, a poco de arribar al país procedente de Siria utilizando uno de sus cinco pasaportes falsos, bajo el nombre de "Mohamed Abdul Raaouf", por un comando que utilizó pasaportes falsos de ciudadanos de distintos países europeos. De los pasaportes utilizados por los sospechosos, doce eran británicos, seis irlandeses, cuatro franceses, tres australianos y uno alemán. Los asesinos solo tardaron 10 minutos en matarlo, y su cadáver fue descubierto recién a la mañana siguiente por el personal de limpieza.   Los patólogos determinaron la causa de la muerte como asfixia, probablemente con una almohada encontrada cerca del cuerpo y manchada de sangre.  Las autoridades dubaitíes explicaron que se había utilizado un sedante muscular, succinilcolina o cloruro de suxametonio, para poder luego asfixiarle sin oposición. Debido a eso, la policía había creído, en un primer momento, que se trataba de una muerte natural. Los dubaitíes  responsabilizaron del asesinato al Mosad, mientras que las autoridades israelíes desmintieron dichas acusaciones, y afirmaron que los miembros del servicio de inteligencia israelí nunca habrían sido filmados por cámaras de seguridad, como sucedió con los asesinos.
Los medios de comunicación israelíes afirmaron que tenía muchos enemigos y que podría haber sido asesinado por otras facciones árabes. En el momento de su muerte Mahmoud al-Mabhouh era buscado por los gobiernos de Israel, Egipto y Jordania. Dos palestinos de nacionalidad jordana fueron detenidos como sospechosos y luego extraditados a Jordania. La Unión Europea, que consideraba a Hamás una organización terrorista,  mostró preocupación por el hecho de que los asesinos hubieran utilizado pasaportes de Irlanda, Francia, Alemania y el Reino Unido para coordinar su viaje a Dubái desde diversas partes del mundo, pero se abstuvieron de responsabilizar o criticar a Israel. Israel nunca ha reconocido su asesinato pero se lo considera el principal sospechoso, debido a su política de asesinatos selectivos contra quienes consideran como líderes terroristas responsables de ataques a Israel. 

## Biografía
Al-Mabhouh nació en el Campo Jabalia, Franja de Gaza, el 14 de febrero de 1960.  Su padre emigró de la ciudad de Tima, cerca de la ciudad de Ashkelon, en 1948, y estudió en las escuelas del campo hasta el sexto grado. Su padre tenía catorce hijos varones y  dos hijas mujeres. Al-Mabhouh ocupaba el quinto lugar entre sus hermanos. Estudió la escuela primaria en la escuela Ayyubidya en el campamento de Jabalia, luego obtuvo un diploma en mecánica, por lo que abrió un taller en la calle Salah al-Din, trabajando como mecánico de automóviles hasta que dejó Gaza en 1989. Desde joven fue bueno para levantar peso y  en uno de los torneos ganó el primer puesto de físico culturismo a nivel de la Franja de Gaza. En 1982 se trasladó al campamento de Tal al-Zaatar. Al-Mabhouh se casó en 1983 y tuvo tenía cuatro hijos.
En los 1970s se unió a los Hermanos Musulmanes y en los 1980s se le reportó saboteando los cafés donde se practicaba las apuestas. En 1986, las fuerzas de seguridad israelíes lo arrestaron por estar en posesión de un fusil de asalto. Estuvo  en la prisión de Saraya en Gaza, condenado por posesión de armas, durante un año. Salió de la cárcel en 1987 al estallar la primera intifada y su resistencia a la ocupación se reanudó de forma secreta. Después de su liberación se involucró con Hamás. En 1985 estuvo involucrado en el secuestro del  vuelo 847 de TWA.   
En 1989 estuvo involucrado en el secuestro y asesinato de dos soldados israelíes, Avi Sasportas e Ilan Sa'adon, entre otros muchos ataques. Su relación con el jeque fundador Ahmed Yassin y el jeque fundador de las brigadas Izz al-Din al-Qassam, Salah Shehadeh, aumentó, y fue miembro del primer grupo militar fundado por el comandante Muhammad al-Sharatha. Después de su liberación de la prisión, trabajó en la formación de la "Unidad 101", que se especializó en el secuestro de soldados, a instancias de Sheikh Salah Shehadeh, el líder de Hamás. Su colaborador más cercano, Mohammed Nassar, contó, a los medios, cómo Al Mabhouh celebró la matanza de los dos israelíes parándose sobre uno de los cadáveres.
En mayo de 1989, fue llevado a cabo un intento fallido de arrestarlo por la muerte de estos dos israelíes, que se llevó a cabo en la Franja de Gaza; su casa en Gaza fue demolida por Israel en 1989 en venganza por estos ataques. Al-Mabhouh confesó su participación en estos ataques en una cinta entregada por Al Jazeera dos semanas después de los asesinatos.
De acuerdo a algunos informes, al-Mabhouh era el encargado del transporte de armas y explosivos hacia Gaza. Un informe lo sitúa la mayor parte de 2003 en una cárcel egipcia, pero fue deportado a Libia y luego se fue a esconder a Siria. Israel le atribuía el papel de enlace con Irán para la compra de armas. En sus últimos años, al-Mabhouh aseguraba haber desempeñado un papel clave en la creación de vínculos secretos entre el gobierno de Hamás en Franja de Gaza y la Cuerpos de la Guardia Revolucionaria Islámica de Irán.

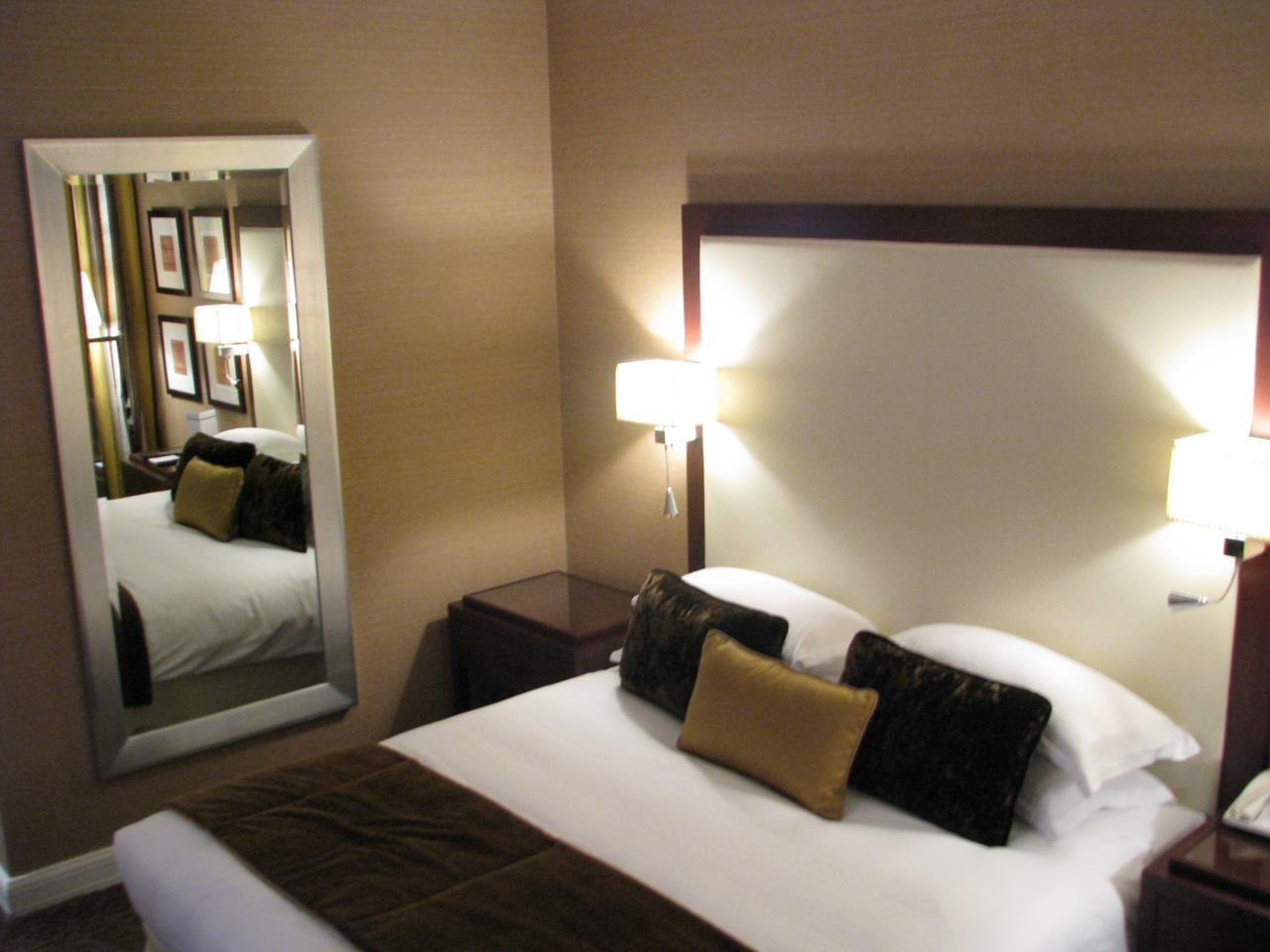
Una pieza del Hotel Rotana Al Bustan en Dubái.

En 1999, egipcios y sudaneses intentaron capturarlo, sin éxito. Continuó viviendo en la clandestinidad hasta que fue encontrado muerto en una habitación de un hotel en enero de 2010.  a poco de arribar al país procedente de Siria utilizando uno de sus cinco pasaportes falsos, bajo el nombre de Mohamed Abdul Raaouf, por un comando que utilizó pasaportes falsos de ciudadanos de distintos países europeos. Los asesinos solo tardaron 10 minutos en matarlo, y su cadáver fue descubierto recién a la mañana siguiente por el personal de limpieza.   Los patólogos determinaron la causa de la muerte como asfixia, probablemente con una almohada encontrada cerca del cuerpo y manchada de sangre. Según los vídeos, el comando se dividió en grupos para vigilar a la víctima, mientras un quinto equipo lo mató. Luego del hecho, el grupo huyó de Dubái.
Funcionarios de Dubái emitieron el 15 de febrero de 2010 órdenes de arresto contra once europeos sospechosos de haberlo asesinado. La policía dijo que entre los sospechosos identificados había personas con pasaportes británicos, irlandeses, alemanes y franceses, pero hubo especulaciones de que detrás del asesinato se encontraba el Mosad, la Agencia de Inteligencia de Israel. El Comandante en Jefe de la Policía de Dubái afirmó que un agente del movimiento Hamás proporcionó al Mossad información sobre la llegada de Al-Mabhouh a Dubái, y el periódico emiratí Al-Khaleej informó el 21 de febrero de 2010 que Khalfan le pidió a Mahmoud Al-Zahhar, un líder de Hamás, que realizara una investigación dentro del movimiento. La policía de Dubái creía que los asesinos de al-Mabhouh habían recibido ayuda dentro de su propia organización de Hamás. Dos palestinos de nacionalidad jordana fueron detenidos como sospechosos y luego extraditados a Jordania.  Hamás y Fatah estuvieron intercambiando acusaciones cruzadas sobre a quién de ellos pertenecían los dos palestinos que fueron detenidos. Un comunicado de la policía afirmó que los asesinos se disfrazaron con pelucas y sombreros, entre otras cosas, y que utilizaron un dispositivo electrónico para ingresar en la habitación de hotel de al-Mabhouh y esperarlo allí. “El jefe de la policía de Dubái dijo que estaba casi seguro de que la agencia de espionaje israelí Mosad estaba detrás de esa muerte.
El hecho de que fuera asesinado por un grupo de personas que utilizaron pasaportes falsos pertenecientes a diversas naciones suscitó una protesta diplomática y puso de manifiesto una importante faceta del transporte aéreo que es vulnerable al abuso. Miles de seguidores de Hamás participaron de una manifestación en Jabaliya, la ciudad natal de Mahmoud al-Mabhouh, para repudiar su asesinato, clamando venganza.
El listado de los probables sospechosos de acuerdo a los pasaportes entregado por el teniente general Dhafi Khalfan Tamim, jefe de la policía de Dubái, es:
- Peter Elvinger – pasaporte francés
- Kevin Daveron – pasaporte irlandés[13]
- Gael Volliard (mujer) – pasaporte irlandés[13]
- Evan Denning - pasaporte irlandés[13]
- Paul John Keely – pasaporte británico
- Melvyn Adam Mildiner – pasaporte británico
- Steven Daniel Hodes – pasaporte británico
- Michael Lawrence Barney – pasaporte británico
- James Leonard Clark – pasaporte británico
- Jonathan Lewis Graham – pasaporte británico
- Michael Bodenheimer – pasaporte alemán